# 2004年アテネオリンピックのギリシャ選手団
2004年アテネオリンピックのギリシャ選手団（2004ねんアテネオリンピックのギリシャせんしゅだん）は、2004年8月13日から8月29日にかけてギリシャの首都アテネで開催された2004年アテネオリンピックのギリシャ選手団、およびその競技結果。

## 概要
今大会は1896年アテネオリンピック以来の開催国としえ迎え、金メダル6個、銀メダル6個、銅メダル4個の合計16個のメダルを獲得した。
最初にギリシャ国旗だけが登場し、
自国開催であるため、入場は最後となった。

## メダル
| メダル | 選手名                       | 競技       | 種目                     |
| ------ | ---------------------------- | ---------- | ------------------------ |
| 金     | ファニ・ハルキア             | 陸上       | 女子400mハードル         |
| 金     | アサナシア・ツメレカ         | 陸上       | 女子20km競歩             |
| 金     | イリアス・イリアディス       | 柔道       | 男子81kg以下級           |
| 金     | ディモステニス・タンパコス   | 体操       | 男子つり輪               |
| 銀     | フリソピギ・デベツィ         | 陸上       | 女子三段跳               |
| 銀     | アナスタシア・ケレシドゥ     | 陸上       | 女子円盤投               |
| 銅     | ミレラ・マンジャニ＝ツェリリ | 陸上       | 女子やり投               |
| 銅     | アルティオム・キウレヤン     | レスリング | 男子グレコローマン55kg級 |

## 参考
- 国際オリンピック委員会 Athens 2004 Summer Olympics - results & video highlights